# Ingar Nielsen
Ingar H. Nielsen (Oslo, 29 d'agost de 1885 - Oslo, 21 de gener de 1963) va ser un regatista noruec que va competir a començaments del segle xx.
El 1920 va prendre part en els Jocs Olímpics d'Anvers, on va guanyar la medalla d'or en els 10 metres (1907 rating) del programa de vela, a bord de l'Eleda. Quatre anys més tard, als Jocs de París, guanyà una nova medalla d'or en la prova dels 8 metres del programa de vela, a bord del Bera.